# Валле, Модесто
Модесто Валле (итал. Modesto Valle, 15 марта 1893, Казапинта, Италия — 8 июня 1979) — итальянский футболист, игравший на позиции защитника. Прежде всего известный по выступлениям за клуб «Про Верчелли», а также национальную сборную Италии.

## Клубная карьера
Во взрослом футболе дебютировал в 1910 году выступлениями за команду клуба «Про Верчелли», цвета которого и защищал на протяжении всей своей карьеры, которая длилась пять лет. За это время трижды завоевывал титул чемпиона Италии.

## Выступления за сборную
В 1912 году дебютировал в официальных матчах в составе национальной сборной Италии. В течение карьеры в национальной команде, которая длилась всего 3 года, провёл в форме главной команды страны 7 матчей. В составе сборной был участником футбольного турнира на Олимпийских играх 1912 года в Стокгольме.

## Титулы и достижения
- Чемпион Италии (3): «Про Верчелли»: 1910/1911, 1911/1912, 1912/1913